# Jean-Marc Reiser
Jean-Marc Reiser (Réhon, 13 d'abril de 1941 - París, 5 de novembre de 1983) va ser un autor de còmics humorístics francès.
Reiser va començar la seva carrera el 1959, a la publicació La Gazette de Nectar, per la vinera Nicolas. Les seves obres sempre van ser controvertides i van atreure l'atenció del públic: alguns les adoraven i uns altres les odiaven. El 2004, en una exhibició de les seves obres en el Centre Georges Pompidou, a l'entrada es va col·locar un rètol amb l'advertiment «Compte! Algunes de les obres en exhibició poden ferir els sentiments dels visitants». El 1960, va fundar la revista d'historietes Hara-Kiri amb Fred i François Cavanna. Reiser va destacar per atacar tabús de tota classe. El 1970, el Ministre de l'Interior francès va prohibir Hara-Kiri per haver-se burlat de la recent mort de Charles de Gaulle, fet que va fer que Reiser comencés a publicar les seves caricatures en la revista Charlie Hebdo i en moltes d'altres publicacions.
Entre la seva obra es pot esmentar Ils sont moches, éditions du square (1970), Je vous aime, Euréditions (1971), On vit une époque formidable, Vive les femmes  o Fous d'amour entre d'altres. Li van ser atorgats els premis Saint-Michel per La vie au grand air, el 1974, i el Gran Premi de la Ciutat d'Angulema, del Festival del Còmic d'Angulema el 1978.